# Радогост

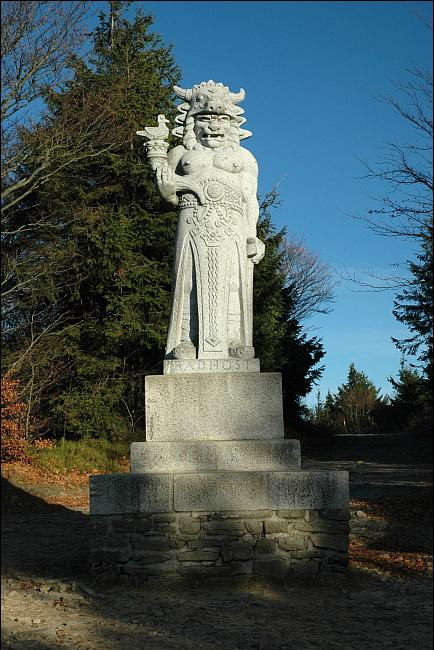
Радогост

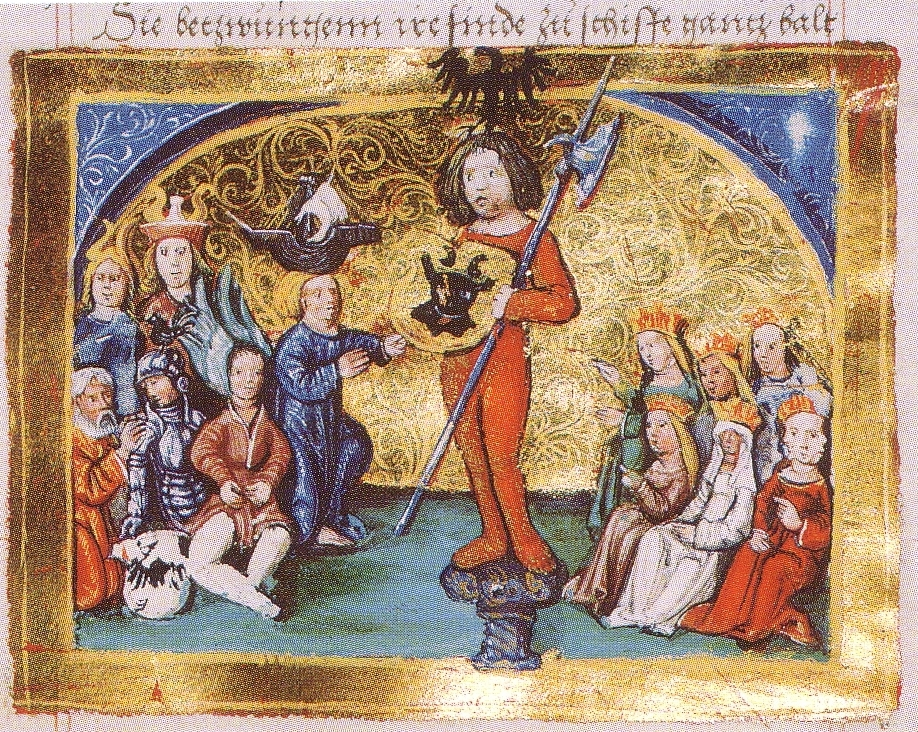
Радегаст у Мекленбурзі (Саксонська хроніка Ґеорґа Спалатіна, 1530–35 рр.)

Радогост (також Радегаст, англ. Radigast, Radogost) — бог торгівлі та мореплавства у західних слов'янських племен. У балтів (зокрема в бодричів) — верховний бог Сонця й родючості. Його зображали в шоломі та кольчузі, з віщим птахом на голові та намальованою бичачою головою на грудях. Бодричі мали скульптури Радогоста з чистого золота, зокрема в Ретрському храмі. 
Ім'я походить від складання двох слів — радъ (радісний, охочий) і гость (гість), що може вказувати на його функцію опікуна гостями. Більшість дослідників вважають культ Радогоста місцевою відміною культу Сварога.
Священною твариною Радогоста був кінь, якого тримали в присвяченій йому святині. Після завоювання Радогоща і знищення святині 1068 року коня забрав собі єпископ Бурхард з Гальберштадта, що очолював похід на Радогощ.